# Антони Стоилов
Антони Спасов Стоилов е български езиковед и писател.

## Биография
Роден е на 27 ноември 1957 година в Благоевград. Учи във Великотърновския университет, който завършва в 1981 година, и започва работа в Института за чуждестранни студенти в Сливен. В 1984 година става учител в родния си Благоевград и преподава до 1986 година, когато постъпва на работа в Югозападния университет „Неофит Рилски“.
През 2003 г. се хабилитира за доцент в Югозападния университет. Избран е за професор по българска диалектология през 2014 г. с хабилитационен труд „Благоевградският говор“ с подзаглавие: „По материал от говора на с. Сушица, община Симитли“ (2013, 325 с.). Това е първото голямо и всеобхватно езиково изследване за този важен за българската диалектология район.
Чете основни курсове за специалността българска филология: българска диалектология; българска морфология; правопис и правоговор; съвременен български език; съвременен български език за чужденци. Автор е на многобройни изследвания върху българските диалекти, преимуществено – от района на Югозападна България.